# Юлдашево (Абзеліловський район)
Юлда́шево (рос. Юлдашево, башк. Юлдаш) — присілок у складі Абзеліловського району Башкортостану, Росія. Входить до складу Гусевської сільської ради.
Населення — 340 осіб (2010; 272 в 2002).
Національний склад:
- башкири — 99%